# Поа (остров)
Поа (англ. Poa Island, алеут. Saduuĝinax̂) — маленький островок в составе Лисьих островов, которые в свою очередь входят в состав Алеутских островов. В административном отношении относится к боро Восточные Алеутские острова, штат Аляска, США.
Расположен в 1,6 км от южного побережья острова Акун и составляет примерно 1 км в длину. Максимальная высота острова — 61 м над уровнем моря. Получил название по роду растений мятлик (лат. Poa) в 1888 году. Вице-адмирал Тебеньков в 1852 году назвал остров Туманным.